# Hermann Schwarzwald
Hermann Schwarzwald (* 13. Februar 1871 in Czernowitz, Bukowina; † 17. August 1939 in Zürich) war ein österreichischer Jurist und Bankdirektor. Er war mit Eugenie Schwarzwald verheiratet.

## Leben
Schwarzwald wurde als Sohn jüdischer Eltern (Vater: Salomon Schwarzwald, 1844–1929, verstorben und beerdigt in Baden bei Wien) im Kronland Bukowina geboren und studierte an den Universitäten von Czernowitz und Wien Rechtswissenschaft; 1893 wurde er zum Dr. jur. promoviert.
Nach Absolvierung der Gerichtspraxis in Czernowitz war er seit 1899 für das Österreichische Handelsministerium in Wien tätig. Im Mai 1900 wurde er zum Secretär des k. k. österreichischen Handelsmuseums ernannt. Das Handelsmuseum war eine „halbstaatliche Anstalt, welche unter der Aufsicht des Handelsministeriums den Exporthandel Oesterreichs zu fördern bestimmt ist“. Im April 1901 wurde er zum Staatsbeamten der IX. Rangklasse ernannt. Ab 1905 war er Vizedirektor des Handelsmuseums. In dieser Position wurde er im März 1917 zum Oberfinanzrat ernannt. Im Jahr 1917 wechselte Schwarzwald ins Finanzministerium, wo er von 1919 bis 1924 die Leitung der Kredit- und Währungssektion innehatte.
In diesem Amt war er zuständig für die Völkerbundanleihen, den Ausgleich des Haushalts sowie die Stabilisierung der Währung. Schwarzwald war einer der Mitbegründer der Oesterreichischen Nationalbank als zentrale Notenbank.
Daneben wurde er 1918 stellvertretender Direktor des Vereins mährischer Zuckerfabriken in Olmütz und Wien. Nach seiner Pensionierung war er 1924 und 1925 Generalrat und Präsident der Anglo-Austrian-Bank in Wien. Danach nahm er bis 1929 Verwaltungsrats-Mandate verschiedener Banken und Industrieunternehmen wahr. Seit 1931 war er Direktor der Pressburger Niederlassung der Dynamit Nobel AG.
Am von seiner Frau Eugenie geleiteten Mädchen-Lyzeum am Kohlmarkt unterrichtete er zeitweise am Fortbildungskurs das Fach Nationalökonomie mit einer Wochenstunde.
Mit seiner Frau führte er in Wien und in der Villa „Seeblick“ am Grundlsee literarische Salons, in denen sich zahlreiche Intellektuelle trafen. Im Jahr 1911 wurde Schwarzwald von Oskar Kokoschka porträtiert.
Nach dem „Anschluss“ konnte Schwarzwald im September 1938 noch aus Österreich in die Schweiz zu seiner Frau fliehen. Sie hatte einen Auslandsaufenthalt im März zur Emigration benutzt und war nicht mehr nach Österreich zurückgekehrt.

## Schriften
- Geld für Deutschland und Österreich. Denkschrift für die Staatsmänner Deutschlands und Österreich-Ungarns anläßlich des Krieges 1914. Reisser, Wien 1914 (Als Manuskript gedruckt).
- Währungsreform und Geldverschlechterung. Fromme, Wien 1913.